# Monnaie de Philadelphie
La Philadelphia Mint, ou en français la Monnaie de Philadelphie, est créée dans le but d'établir une identité nationale et pour répondre aux besoins commerciaux des États-Unis. Les Pères fondateurs des États-Unis décident de mettre en place un établissement national de la Monnaie, une priorité après la ratification de la Constitution des États-Unis.
Elle est située dans le parc national historique de l'indépendance, à Philadelphie.
Le Coinage Act of 1792 (Loi sur la monnaie de 1792), voté par le Congrès le 2 avril, proclame la création de l'United States Mint. Philadelphie est à l'époque la capitale de la nation et c'est donc là qu'est construit son premier bâtiment. La loi institue également un système décimal basé sur le dollar comme unité, les poids spécifiques, la composition métallique et la finesse, et exige que toute pièce américaine porte « une empreinte emblématique de la liberté ».